# 无毛漆姑草
无毛漆姑草（学名：Sagina saginoides）是石竹科漆姑草属的植物。分布于印度、朝鲜、小亚细亚、日本、哈萨克斯坦、欧洲、俄罗斯以及中国大陆的西藏、云南、内蒙古、四川、新疆等地，生长于海拔1,440米至4,200米的地区，见于石质山坡上、沼泽草甸或灌丛中，目前尚未由人工引种栽培。

## 别名
漆姑草（东北植物检索表）